# Lämmetorp
Lämmetorp är en småort i Risinge socken i Finspångs kommun belägen cirka 15 km öster om Finspång. Från 1990 till 2010 klassade SCB bebyggelsen som en småort. Vid avgränsningen 2010 klassades den inte längre som småort men återigen vid avgränsningen 2020.